# Baie de Quinte (circonscription fédérale)
Ne doit pas être confondu avec Baie de Quinte (circonscription provinciale).
Pour l’article homonyme, voir Quinte (homonymie).
Circonscription électorale fédérale du Canada
Baie de Quinte ((en) Bay of Quinte) est une circonscription électorale fédérale en Ontario.

## Circonscription fédérale
La circonscription consiste au comté de Prince Edward, les villes de Quinte West et Picton (en), ainsi qu'une partie de la ville de Belleville.
Les circonscriptions limitrophes sont Northumberland—Peterborough-Sud et Hastings—Lennox and Addington.  

### Historique
| Législature                                                                                          | Années        | Député | Député        | Parti        |
| --- | ------------- | ------ | ------------- | ------------ |
| Baie de Quinte issue d'une partie de Northumberland—Quinte West et Prince Edward—Hastings avant 2015 |               |        |               |              |
| 42e                                                                                                  | 2015–2019     |        | Neil Ellis    | Libéral      |
| 43e                                                                                                  | 2019–2021     |        | Neil Ellis    | Libéral      |
| 44e                                                                                                  | 2021–2025     |        | Ryan Williams | Conservateur |
| 45e                                                                                                  | 2025–en cours |        | Chris Malette | Libéral      |

### Résultats électoraux
|       | Candidat       | Parti        | # de voix | % des voix |
|       | Jodie Jenkins  | Conservateur | +19 781,  | 34,5 %     |
|       | (X) Neil Ellis | Libéral      | +29 281,  | 51,06 %    |
|       | Terry Cassidy  | NPD          | +07 001,  | 12,21 %    |
|       | Rachel Nelems  | Vert         | +01 278,  | 2,23 %     |
| Total | Total          | Total        | 57 341    | 100 %      |

## Circonscription provinciale
Depuis les élections provinciales ontariennes du 4 octobre 2007, l'ensemble des circonscriptions provinciales et des circonscriptions fédérales sont identiques.